# Cavacoa
Cavacoa är ett släkte av törelväxter. Cavacoa ingår i familjen törelväxter.
Kladogram enligt Catalogue of Life:
| Cavacoa | \| \| Cavacoa aurea \| \| \| \| \| \| Cavacoa baldwinii \| \| \| \| \| \| Cavacoa quintasii \| \| \| \| |
|         | \| \| Cavacoa aurea \| \| \| \| \| \| Cavacoa baldwinii \| \| \| \| \| \| Cavacoa quintasii \| \| \| \| |
|         | Cavacoa aurea                                                                                           |
|         | |
|         | Cavacoa baldwinii                                                                                       |
|         | |
|         | Cavacoa quintasii                                                                                       |
|         | |